# Sistema heterogéneo
En fisicoquímica, un sistema heterogéneo es un sistema termodinámico formado por dos o más fases. Se reconoce porque se pueden apreciar las distintas partes que componen el sistema, y a su vez se divide en interfases. Es una materia no uniforme que presenta distintas propiedades según la porción que se tome de ella.
El granito es un ejemplo de sistema heterogéneo, al estar constituido por unos gránulos duros y semitransparentes, el cuarzo, unas partes más blandas y con un ligero tono rojizo, el feldespato, y unas manchas oscuras y brillantes que se exfolian con mucha facilidad.
Otro ejemplo es: Si a un vaso de agua le agregamos una cucharada de sal, una cucharada de arena y virutas de hierro, los componentes se distinguirán a simple vista. De un vaso con agua.

## Separación de fases
En los sistemas heterogéneos las fases se pueden separar aplicando distintas formas que no alteran los cuerpos y que varían de acuerdo al estado de agregación de los componentes
Los métodos de separación son: tamización, filtración, decantación, centrifugación, levigación, ventilación, flotación, imantación y separación magnética y separación críptica..